# Desserobdella picta
Desserobdella picta é uma espécie de sanguessuga da família Glossiphoniidae, sendo encontrada em vários países.